# Stylaster aurantiacus
Stylaster aurantiacus är en nässeldjursart som beskrevs av Stephen D. Cairns 1986. Stylaster aurantiacus ingår i släktet Stylaster och familjen Stylasteridae. Inga underarter finns listade i Catalogue of Life.